# Aliosha Popóvich
Aliosha Popóvich (en ruso: Алёша Попо́вич, en español: Alekséi, hijo de sacerdote), es un famoso bogatyr del folclore ruso que data de la época de la Rus de Kiev. Es el más joven de los tres bogatyrs legendarios, los otros dos son Dobrynia Nikitich e Ilya Muromets. Los tres están representados juntos en la famosa pintura Bogatyrs de Víktor Vasnetsov.

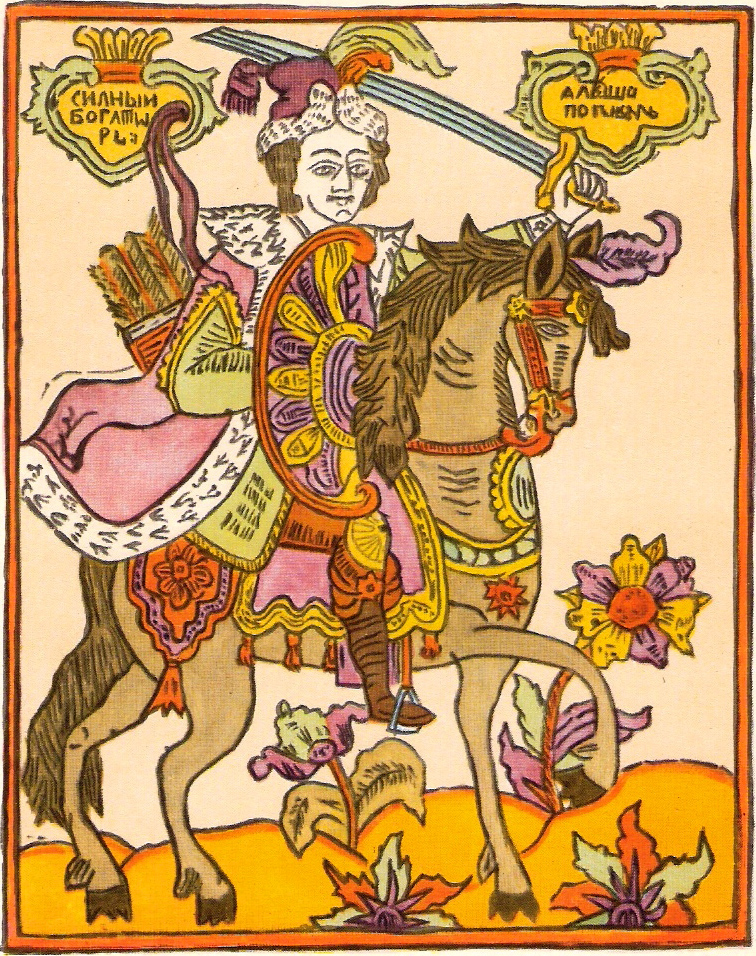
Aliosha Popóvich, bogatyr fuerte. Pintura de un lubok.

En los poemas épicos conocidos como bylinas es descrito como una persona muy astuta e inteligente que derrota a sus enemigos mediante engaños y burlas. Según el folclore ruso derrotó al dragón Tugarin Zmeyevich mediante engaños.

## Personaje
Aliosha Popóvich es conocido por su astucia, audacia y por su picardía. En ocasiones se lo describe como un 'burlador de mujeres' y es un mentiroso y un tramposo. Suele burlarse de la glotonería de Tugarin e insulta a la princesa infiel. En una de sus estratagemas se disfrazó de peregrino sordo para acercarse a Tugarin y poder matarlo, luego engaña a su escudero poniéndose la túnica multicolor de Tugarin haciéndole creer que el dragón se dirige a atacar Kiev.